# Manor (Pensilvania)
Manor es un borough ubicado en el condado de Westmoreland en el estado estadounidense de Pensilvania. En el año 2000 tenía una población de 2.796 habitantes y una densidad poblacional de 537 personas por km².

## Geografía
Manor se encuentra ubicado en las coordenadas 40°20′09″N 79°40′06″O / 40.33583, -79.66833.

## Demografía
Según la Oficina del Censo en 2000 los ingresos medios por hogar en la localidad eran de $41,266 y los ingresos medios por familia eran $47,440. Los hombres tenían unos ingresos medios de $38,281 frente a los $26,250 para las mujeres. La renta per cápita para la localidad era de $18,118. Alrededor del 5.4% de la población estaba por debajo del umbral de pobreza.